# Antena Cíborg
Una antena cíborg es un órgano sensorial implantable en el cráneo humano. La antena, compuesta por un sensor de luz en un extremo y un implante de chip de vibración sonora wireless en el otro extremo, permite comunicación y transmisión de imágenes, sonido o video directamente de cabeza a cabeza. La antena usa vibraciones audibles en el cráneo para recibir información. Eso incluye mesuras de radiación electromagnética, llamadas telefónicas, música, así como vídeos o imágenes transmitidas a través de vibraciones audibles. La conexión wifi de la antena también permite la recepción de señales y datos desde satélites.